# Richard C. Sarafian
Richard C. Sarafian (Nova Iorque, 28 de abril de 1930 — Santa Mônica, 18 de setembro de 2013) foi um cineasta estadunidense.
Dirigiu diversos episódios de séries de televisão, entre eles The Big Valley, Dr. Kildare e Batman. No cinema seu trabalho mais conhecido é "Vanishing Point" de 1971. Do mesmo ano também dirigiu "Man in the Wilderness". É pai do ator e diretor Deran Sarafian.